# Musée d'Art de Kōchi
Le  musée d'Art de Kōchi (高知県立美術館, Kōchi Kenritsu Bijutsukan) est créé à Kōchi, préfecture de Kōchi au Japon en 1993. C'est un des nombreux musées au Japon financés par une préfecture.
La collection permanente comprend des œuvres d'artistes locaux ainsi que de Marc Chagall. Il existe par ailleurs une scène pour le théâtre nô et autres représentations,.

## Faux
En février 2025, le musée d'Art de Kōchi admet, après une étude des pigments de l’œuvre, qu'une de ses peintures à l'huile attribuée à Heinrich Campendonk est un faux de Wolfgang Beltracchi. Le tableau avait été acheté pour 18 millions de yens à un marchand de Nagoya. Beltracchi, contacté par le journal Asahi shinbun s'est déclaré l'auteur de la peinture,.